# NHKニュース (ラジオ番組)
『NHKニュース』（エヌエイチケイニュース）は、日本放送協会（NHK）のラジオニュース番組。

## 放送時間
「祝日」は祝日・休日を示す。年末年始編成や臨時の特別編成等は除く。

### 全国ニュース
| 通常時の放送時刻  | 放送曜日など                                          | 備考 | キャスター |
| ----------------- | ----------------------------------------------------- | --- | --- |
| 0:00 - 0:10       | 平日・土曜日・日曜日                                  | 番組編成上では『ラジオ深夜便』に内包。                                                                                           | （月曜）末田正雄 （火曜）杉原満（隔週） （火曜）羽原順司（隔週） （水曜）シフト勤務 （木曜）シフト勤務 （金曜）黒沢保裕（隔週） （金曜）道谷眞平（隔週） （土曜）シフト勤務 （日曜）小野卓司                                                           |
| 1:00 - 1:05       | 平日・土曜日・日曜日                                  | 番組編成上では『ラジオ深夜便』に内包。                                                                                           | （月曜）末田正雄 （火曜）杉原満（隔週） （火曜）羽原順司（隔週） （水曜）シフト勤務 （木曜）シフト勤務 （金曜）黒沢保裕（隔週） （金曜）道谷眞平（隔週） （土曜）シフト勤務 （日曜）小野卓司                                                           |
| 2:00 - 2:05       | 平日・土曜日・日曜日                                  | FMと同時放送。番組編成上では『ラジオ深夜便』に内包。                                                                             | （月曜）鈴木桂一郎 （火曜）羽原順司（隔週） （火曜）杉原満（隔週） （水曜）松本一路（隔週） （水曜）二宮正博（隔週） （木曜）南山吉弘（隔週） （木曜）梅津正樹（隔週） （金曜）山下信 （土曜）末田正雄（隔週） （土曜）徳田章（隔週） （日曜）南山吉弘 |
| 3:00 - 3:05       | 平日・土曜日・日曜日                                  | FMと同時放送。番組編成上では『ラジオ深夜便』に内包。                                                                             | （月曜）鈴木桂一郎 （火曜）羽原順司（隔週） （火曜）杉原満（隔週） （水曜）松本一路（隔週） （水曜）二宮正博（隔週） （木曜）南山吉弘（隔週） （木曜）梅津正樹（隔週） （金曜）山下信 （土曜）末田正雄（隔週） （土曜）徳田章（隔週） （日曜）南山吉弘 |
| 4:00 - 4:05       | 平日・土曜日・日曜日                                  | FMと同時放送。番組編成上では『ラジオ深夜便』に内包。                                                                             | （月曜）鈴木桂一郎 （火曜）羽原順司（隔週） （火曜）杉原満（隔週） （水曜）松本一路（隔週） （水曜）二宮正博（隔週） （木曜）南山吉弘（隔週） （木曜）梅津正樹（隔週） （金曜）山下信 （土曜）末田正雄（隔週） （土曜）徳田章（隔週） （日曜）南山吉弘 |
| 5:02頃 - 5:17頃   | 平日・土曜日・日曜日                                  | 『マイあさ!』に内包。 | （平日） 上野速人 原口雅臣 福島佑理（月〜木） 星川幸（金曜） （土曜・日曜・祝日） 三平泰丈 星川幸 政野光伯 |
| 5:30 - 5:33       | 平日（祝日除く）・土曜日                              | 『マイあさ!』に内包。 | （平日） 上野速人 福島佑理（月～木） 星川幸（金曜） （土）三平泰丈 |
| 6:01頃 - 6:16頃   | 平日・土曜日・日曜日                                  | 『マイあさ!』に内包。 | （平日） 上野速人 原口雅臣 福島佑理（月～木） 星川幸（金曜） （土曜・日曜・祝日）政野光伯 |
| 6:41頃 - 6:44頃   | 平日・土曜日・日曜日                                  | 『マイあさ!』に内包。 | （平日） 野村正育（月〜木） 三平泰丈（金曜） 福島佑理（月～木） 星川幸（金曜） （土曜・日曜）三平泰丈 星川幸 |
| 8:00 - 8:05       | 平日・土曜日・日曜日                                  | 平日は『マイあさ!』に内包。 | （平日）原口雅臣 （土曜）シフト勤務 （日曜）小野卓司 （祝日） |
| 9:00 - 9:05       | 月曜日 - 土曜日（祝日含む）                           | 番組編成上では平日は『ふんわり』、土曜日は『石丸謙二郎の山カフェ』に内包。                                                       | （月曜）末田正雄 （火曜）杉原満（隔週） （火曜）羽原順司（隔週） （水曜）シフト勤務 （木曜）シフト勤務 （金曜）黒沢保裕（隔週） （金曜）道谷眞平（隔週） （土曜・祝日）政野光伯                                                                        |
| 10:00 - 10:05     | 平日・土曜日・日曜日                                  | 番組編成上では平日は『ふんわり』に内包。                                                                                         | （月曜）末田正雄 （火曜）杉原満（隔週） （火曜）羽原順司（隔週） （水曜）シフト勤務 （木曜）シフト勤務 （金曜）黒沢保裕（隔週） （金曜）道谷眞平（隔週） （土曜・日曜・祝日）政野光伯                                                                  |
| 10:30 - 10:33     | 平日（祝日除く）                                      | 『ふんわり』に内包。 | 原口雅臣 |
| 11:00 - 11:05     | 平日・土曜日・日曜日                                  | 番組編成上では平日は『ふんわり』、日曜日は『子ども科学電話相談』に内包。                                                         | （平日）原口雅臣 （土曜・日曜・祝日）政野光伯 |
| 11:30 - 11:33     | 平日（祝日除く）                                      | 『ふんわり』に内包。 | 原田裕和 |
| 12:00 - 12:15     | 平日（祝日除く）                                      | FMと同時放送。8月15日はラジオ第1で「全国戦没者追悼式」中継のため、中継終了後からの繰り下げ放送となる。FMは通常の時間に放送する。 | （平日）原田裕和 （土曜・日曜・祝日）谷口慎一郎 |
| 12:00 - 12:10     | 土曜日・日曜日・祝日                                  | FMと同時放送。8月15日はラジオ第1で「全国戦没者追悼式」中継のため、中継終了後からの繰り下げ放送となる。FMは通常の時間に放送する。 | （平日）原田裕和 （土曜・日曜・祝日）谷口慎一郎 |
| 13:00 - 13:05     | 平日・土曜日・日曜日                                  | 番組編成上では平日は『まんまる』に内包。                                                                                         | （月曜）シフト勤務 （火曜）シフト勤務 （水曜）シフト勤務 （木曜）シフト勤務 （金曜）政野光伯 （土曜・日曜・祝日）谷口慎一郎 |
| 14:00 - 14:05     | 平日・土曜日・日曜日                                  | 番組編成上では平日は『まんまる』に内包。                                                                                         | （月曜）梅津正樹 （火曜）石井かおる （水曜）石井麻由子 （木曜）末田正雄 （金曜）鈴木桂一郎 （土曜）山下信 （日曜）杉原満 |
| 15:00 - 15:05     | 平日・土曜日・日曜日                                  | 番組編成上では平日は『まんまる』に内包。                                                                                         | （月曜）シフト勤務 （火曜）シフト勤務 （水曜）シフト勤務 （木曜）シフト勤務 （金曜）政野光伯 （土曜・日曜・祝日）谷口慎一郎 |
| 16:00 - 16:05     | 平日・土曜日・日曜日                                  | [ * 5 ] | （月曜）シフト勤務 （火曜）シフト勤務 （水曜）シフト勤務 （木曜）シフト勤務 （金曜）政野光伯 （土曜・日曜・祝日）谷口慎一郎 |
| 17:00 - 17:05     | 平日・土曜日・日曜日                                  | [ * 5 ] | （月曜）シフト勤務 （火曜）シフト勤務 （水曜）シフト勤務 （木曜）シフト勤務 （金曜）政野光伯 （土曜・日曜・祝日）谷口慎一郎 |
| 18:02頃 - 18:07頃 | 平日（祝日除く）                                      | 『Nらじ』に内包。 | 原田裕和 |
| 18:00 - 18:05     | 土曜日・日曜日・祝日                                  | 番組編成上では土曜日・日曜日は『ちきゅうラジオ』に内包。                                                                         | 谷口慎一郎 |
| 20:00 - 20:05     | 平日・土曜日・日曜日                                  | | （月曜）杉原満（隔週） （月曜）羽原順司（隔週） （火曜）シフト勤務 （水曜）シフト勤務 （木曜）黒沢保裕（隔週） （木曜）道谷眞平（隔週） （金曜）シフト勤務 （土曜）小野卓司 （日曜）末田正雄                                                           |
| 21:00 - 21:05     | 平日・土曜日・日曜日                                  | 番組編成上では日曜日は『らじらー!』に内包。                                                                                      | （月曜）杉原満（隔週） （月曜）羽原順司（隔週） （火曜）シフト勤務 （水曜）シフト勤務 （木曜）黒沢保裕（隔週） （木曜）道谷眞平（隔週） （金曜）シフト勤務 （土曜）小野卓司 （日曜）末田正雄                                                           |
| 22:00 - 22:05     | 土曜日・日曜日、平日の祝日かつ『NHKジャーナル』休止日 | 番組編成上では日曜日は『らじらー!』に内包。平日は『NHKジャーナル』内の22:40頃、各曜日担当のアナウンサーが担当する。              | （月曜）杉原満（隔週） （月曜）羽原順司（隔週） （火曜）シフト勤務 （水曜）シフト勤務 （木曜）黒沢保裕（隔週） （木曜）道谷眞平（隔週） （金曜）シフト勤務 （土曜）小野卓司 （日曜）末田正雄                                                           |
| 23:00 - 23:05     | 平日・土曜日・日曜日                                  | | （月曜）杉原満（隔週） （月曜）羽原順司（隔週） （火曜）シフト勤務 （水曜）シフト勤務 （木曜）黒沢保裕（隔週） （木曜）道谷眞平（隔週） （金曜）シフト勤務 （土曜）小野卓司 （日曜）末田正雄                                                           |

1. 1 2 3 4 5 6 7 8  スポーツ実況のアナウンサーが担当することがある。
2. 1 2 3 4 5 6 7 8  NHK放送文化研究所のアナウンサーが担当することがある。
3. 1 2 3  ニュース項目読み。
4. ↑  20時、21時、（祝日）22時、23時、0時、1時、2時、8時の『NHKニュース』を担当。
5. 1 2 3 4 5 6 7 8 9 10  平日は国会中継がある場合休止される。
6. ↑  6月23日の沖縄はラジオ第1で「沖縄全戦没者追悼式」中継のため、ラジオ第1は放送休止。FMは通常の時間に放送する。
7. 1 2 3 4  NHK日本語センターのアナウンサーが担当。
8. 1 2 3 4  スポーツ実況のアナウンサーが担当。

年末年始（12月28日8時から1月4日4時まで）の放送時間
- 0:00 - 0:05 ニュース・交通情報（番組編成上では『ラジオ深夜便』に内包、1月1日(12月31日深夜)を除く）
- 1:00 - 1:05 ニュース・交通情報（番組編成上では『ラジオ深夜便』に内包）
- 2:00 - 2:03 ニュース（番組編成上では『ラジオ深夜便』に内包）
- 3:00 - 3:03 ニュース（番組編成上では『ラジオ深夜便』に内包）
- 4:00 - 4:03 ニュース（番組編成上では『ラジオ深夜便』に内包）
- 5:02頃 - 5:12頃 ニュース（『マイあさ!』に内包）
- 6:01頃 - 6:11頃 ニュース（『マイあさ!』に内包）
- 6:41頃 - 6:44頃 ニュース（『マイあさ!』に内包）
- 7:32頃 - 7:35頃 ニュース（『マイあさ!』に内包、土曜日・日曜日を除く）
- 8:00 - 8:05 ニュース（1月2日・1月3日以外）
- 9:00 - 9:05 ニュース
- 10:00 - 10:05 ニュース
- 11:00 - 11:05 ニュース
- 12:00 - 12:10 ニュース
- 13:00 - 13:05 ニュース
- 14:00 - 14:05 ニュース（1月2日・1月3日以外）
- 14:15 - 14:20 ニュース（1月2日のみ）
- 14:20 - 14:25 ニュース（1月3日のみ）
- 15:00 - 15:05 ニュース（1月1日以外）
- 15:30 - 15:33 ニュース（1月1日のみ）
- 16:00 - 16:05 ニュース（1月1日以外）
- 17:00 - 17:05 ニュース
- 18:00 - 18:05 ニュース（1月1日 - 1月3日以外）
- 20:00 - 20:05 ニュース（12月31日以外）
- 20:55 - 21:00 ニュース・気象情報（12月31日のみ『紅白歌合戦』を一時中断する形で放送）
- 21:00 - 21:05 ニュース（12月31日以外）
- 22:00 - 22:05 ニュース（12月31日以外）
- 23:00 - 23:05 ニュース・交通情報（12月31日以外）
- 23:45 - 23:52 ニュース・交通情報（12月31日のみ）

その他
重大な災害が発生した時や台風・大雨など重大な気象事案発生時、及び強い地震が発生した時は、通常の放送枠を拡大したり、通常は放送しない深夜から早朝の時間帯での放送が行われる場合がある。
プロ野球中継、高校野球（全国高等学校野球選手権大会・選抜高等学校野球大会など、全国放送の場合）、大相撲中継、駅伝中継、マラソン中継時は、毎正時を過ぎた頃に数分間ニュースを放送する。
2023年5月21日は9時（本来の日曜討論放送開始時間）から、総合テレビで『G7広島サミット特設ニュース』を放送したが、ラジオ第一では「特設ニュース」を放送せず、「9時のNHKニュース」（以後「日曜討論」開始の9時40分まで、『ソングブック「#5 松任谷由実」』と「フィラー音楽」を放送）を放送した。

### ローカルニュース
放送時間は各地域によって若干の差異がある。この他に平日に地域情報番組が放送され、その中でニュースを放送している。
- 時間帯により拠点局から地域全般のローカルニュースを扱う場合と、各放送局別のローカルニュースを放送する場合に分かれる。なお、水戸・宇都宮・前橋・さいたま・千葉・横浜・岐阜・津・京都・神戸・奈良・和歌山の各放送局はラジオ第1での府県域放送ができないため、放送局別ローカルニュースはFM放送で行う。
- 土日祝のローカルニュース枠は一部の県、ブロックを除き、拠点局によるブロックニュースとなっている（ただし、大雨・台風接近時や国政・県政絡みの選挙公示ならびに投票日や重大ニュースについては臨時で県域ニュースになる）。
  - 北海道
  - 東北
  - 関東・甲信越
  - 東海・北陸
  - 関西
  - 四国
  - 中国
  - 九州・沖縄

| 通常時の放送時刻 | 放送曜日など             | 備考 |
| ---------------- | ------------------------ | --- |
| 5:55 - 6:00      | 平日・土曜日・日曜日     | FMと同時放送。ラジオ第1の番組編成上では『マイあさ!』に内包扱い。                                                                 |
| 6:25 - 6:30      | 平日・土曜日・日曜日     | 番組編成上では『マイあさ!』に内包扱い。                                                                                          |
| 6:55 - 7:00      | 平日・土曜日・日曜日     | FMと同時放送。ラジオ第1の番組編成上では『マイあさ!』に内包扱い。                                                                 |
| 7:15 - 7:20      | 土曜日・日曜日・祝日     | FMと同時放送。番組編成上では『NHKけさのニュース』に内包扱い。                                                                    |
| 7:20 - 7:25      | 平日（祝日除く）         | FMと同時放送。番組編成上では『NHKけさのニュース』に内包扱い。                                                                    |
| 7:50 - 8:00      | 平日・土曜日（祝日含む） | 番組編成上では『マイあさ!』に内包扱い。                                                                                          |
| 7:55 - 8:00      | 日曜日                   | [ ** 1 ] |
| 8:55 - 9:00      | 平日・土曜日・日曜日     | 番組編成上では平日は『ふんわり』、土曜日は『石丸謙二郎の山カフェ』に内包扱い。関西地方のみ。                                     |
| 8:55 - 9:00      | 平日（祝日除く）         | 番組編成上では『ふんわり』に内包扱い。                                                                                           |
| 9:55 - 10:00     | 平日・土曜日（祝日含む） | 番組編成上では平日は『ふんわり』に内包扱い。                                                                                     |
| 10:55 - 11:00    | 平日・土曜日・日曜日     | 番組編成上では平日は『ふんわり』、日曜日は『子ども科学電話相談』に内包扱い。北海道地方、関西地方、四国地方のみ。                 |
| 11:50 - 12:00    | 平日・土曜日・日曜日     | FMと同時放送。8月15日はラジオ第1で「全国戦没者追悼式」中継のため、FM単独で放送する。                                             |
| 12:10 - 12:15    | 土曜日・日曜日・祝日     | FMと同時放送。8月15日はラジオ第1で「全国戦没者追悼式」中継のため、中継終了後からの繰り下げ放送となる。FMは通常の時間に放送する。 |
| 12:15 - 12:20    | 平日（祝日除く）         | FMと同時放送。8月15日はラジオ第1で「全国戦没者追悼式」中継のため、中継終了後からの繰り下げ放送となる。FMは通常の時間に放送する。 |
| 13:55 - 14:00    | 平日・土曜日・日曜日     | 番組編成上では平日は『まんまる』に内包扱い。                                                                                     |
| 14:55 - 15:00    | 平日・土曜日・日曜日     | 番組編成上では平日は『まんまる』に内包扱い。                                                                                     |
| 15:55 - 16:00    | 平日・土曜日・日曜日     | 四国地方のみ平日（祝日除く）放送。                                                                                               |
| 16:55 - 17:00    | 平日・土曜日・日曜日     | [ ** 14 ] [ ** 15 ] [ ** 16 ] [ ** 5 ]                                                                                           |
| 17:55 - 18:00    | 平日・土曜日・日曜日     | 番組編成上では土曜日・日曜日は『ちきゅうラジオ』に内包。                                                                         |
| 18:50 - 19:00    | 平日・土曜日・日曜日     | FMと同時放送。ラジオ第1の番組編成上では平日は『Nらじ』に内包扱い。                                                               |
| 19:15 - 19:20    | 土曜日・日曜日・祝日     | FMと同時放送。番組編成上では『NHKきょうのニュース』に内包扱い。                                                                  |
| 19:55 - 20:00    | 土曜日・日曜日・祝日     | [ ** 19 ] [ ** 1 ] |
| 21:55 - 22:00    | 平日・土曜日・日曜日     | 番組編成上では日曜日は『らじらー!』に内包。                                                                                      |
| 22:55 - 23:00    | 平日・土曜日・日曜日     | [ ** 1 ] |

1. 1 2 3 4 5 6 7 8 9 10  拠点局より放送。
2. ↑  各放送局より放送。北海道地方は札幌、関東地方はNHKラジオセンター、東海3県は名古屋、関西地方は大阪、四国地方は松山、九州地方は福岡より放送。
3. ↑  盛岡、秋田、福島、甲府、長野のみ。
4. ↑  拠点局より放送。平日の東海・北陸地方は名古屋、静岡、富山、金沢、福井。中国地方は広島、岡山、鳥取、松江、山口は各局より放送。土曜日と祝日は拠点局より放送。
5. 1 2 3 4 5 6 7  国会中継時・高校野球期間中は休止される。
6. ↑  国会中継時・高校野球期間中、土曜日・日曜日・祝日の北海道地方、九州地方は11:55 - 。毎月1日（1月のみ4日）は緊急警報試験信号を放送するため、11:59まで。
7. 1 2  6月23日の沖縄はラジオ第1で「沖縄全戦没者追悼式」中継のため、ラジオ第1は放送休止。FMは通常の時間に放送する。
8. ↑  平日は各放送局より放送。北海道地方は札幌、東海3県は名古屋、関西地方は大阪、中国地方は広島より放送。
9. 1 2  平日のFMは水戸、宇都宮、前橋、さいたま、千葉、横浜、京都は府県域放送。
10. 1 2  土曜日・日曜日・祝日は拠点局より放送。
11. ↑  平日は各放送局より放送。北海道地方は札幌、東海3県は名古屋、関西地方は大阪より放送。
12. ↑  拠点局より放送。毎日東海・北陸地方は名古屋、静岡、富山、金沢、福井。平日中国地方は広島、岡山、鳥取、松江、山口。平日九州・沖縄地方は福岡、佐賀、長崎、熊本、大分、宮崎、鹿児島、沖縄各局より放送。中国地方と九州・沖縄地方の土曜日・日曜日・祝日は拠点局より放送。
13. ↑  平日は各放送局より放送。毎日北海道地方、中国地方、九州・沖縄地方は拠点局より、毎日東海・北陸地方は名古屋、静岡、富山、金沢、福井。土曜日・日曜日・祝日は拠点局より、新潟は県域放送。
14. 1 2 3  プロ野球中継が放送される土曜日は放送なし。
15. 1 2  大相撲中継期間中は放送なし。
16. ↑  拠点局より放送。平日は甲府、長野、新潟は各局より放送。
17. ↑  平日は各放送局より放送。平日の北海道地方は室蘭は札幌、函館、旭川、北見、釧路、帯広は各局より放送。平日の東海・北陸地方は東海3県、富山、金沢、福井は名古屋、静岡は県域放送。中国地方は広島、四国地方は松山、九州・沖縄地方は福岡より放送。土曜日・日曜日・祝日は拠点局より放送。土曜日・日曜日・祝日の甲府、長野、新潟は各局、土曜日・日曜日・祝日の東海・北陸地方は名古屋、静岡、富山、金沢、福井各局より放送。
18. ↑  平日は各放送局より放送。平日の北海道地方は函館、旭川、帯広、釧路、室蘭は18:57 - 19:00は各局より放送。平日のFMは水戸、宇都宮、前橋、さいたま、千葉、横浜、岐阜、津、京都は府県域放送。平日の東海3県は名古屋。平日の関西地方は大津はラジオ第1・FM共に県域放送、神戸、和歌山、奈良FMは18:55 - 19:00は各局より放送。土曜日・日曜日・祝日は拠点局より放送。
19. ↑  日曜日は北海道地方、東北地方、東海・北陸地方、中国地方、九州地方は放送なし。

年末年始の放送時間
- 5:55 - 6:00
- 6:25 - 6:30
- 6:55 - 7:00
- 7:15 - 7:20
- 7:55 - 8:00 （1月2日・1月3日以外）
- 9:55 - 10:00 （1月2日・1月3日以外）
- 11:50 - 12:00 （1月2日・1月3日以外）
- 11:55 - 12:00 （1月2日・1月3日のみ）
- 12:10 - 12:15
- 13:55 - 14:00 （1月2日・1月3日以外）
- 14:55 - 15:00 （1月1日以外）
- 16:55 - 17:00 （1月1日以外）
- 17:55 - 18:00
- 18:50 - 19:00
- 19:15 - 19:20
- 19:55 - 20:00 （12月31日以外）
- 21:55 - 22:00 （12月31日以外）
- 22:55 - 23:00 （12月31日以外）